# فیدو (سگ)
فیدو (۱۹۴۱–۹ ژوئن ۱۹۵۸) یک سگ خیابانی ایتالیایی بود که در سال ۱۹۴۳ به دلیل وفاداری بی دریغش به صاحبش که مرده بود مورد توجه عموم مردم قرار گرفت. در مورد فیدو بسیاری از مجله‌ها و روزنامه‌های ایتالیایی و بین‌المللی مطلب نوشتند. گزارش‌های خبری بسیاری در ایتالیا دربارهٔ او ساخته شد و مجسمه یاد بودی به افتخار او ساخته شد.

## زندگی
فیدو در یکی از روزهای پاییزی سال ۱۹۴۱ در بورگو سن لورنتسو در ناحیه توسکانی شهر فلورانس ایتالیا به دنیا آمد. در یکی از شبهای ماه نوامبر سال ۱۹۴۱، یک کارگر کوره آجرپزی به نام «کارلو سوریانی»، هنگامی که از ایستگاه اتوبوس به خانه بازمی‌گشت، توله سگی را در یک گودال کنار جاده درحالی‌که زخمی شده بود، پیدا کرد. از آنجا که صاحب سگ را نمی‌شناخت، آن را به خانه برد و از او پرستاری کرد تا بهبود یابد. سوریانی و همسرش تصیم به نگهداری سگ کردند و آن را فیدو نامیدند. فیدو، در زبان لاتین به معنی «وفاداری» است.
فیدو، پس از بهبودی، به مدت دو سال هر روز، سوریانی را تا ایستگاه اتوبوس بدرقه می‌کرد و سوار شدنش به اتوبوس را نگاه می‌کرد. به هنگام بازگشت اتوبوس در بعد از ظهر، فیدو به استقبال صاحبش می‌رفت و او را با شادی به خانه بازمی‌گرداند.

## انتظار
در جریان جنگ جهانی دوم، در تاریخ ۳۰ دسامبر ۱۹۴۳، شهرستان بورگو سن لورنتسو، توسط نیروهای متفقین بمباران شد. در هنگام این حمله هوایی بسیاری از کارخانه مورد اصابت قرار گرفتند و بسیاری از کارگران از جمله، سوریانی جان خود را از دست دادند. آنروز بعد ازظهر، فیدو مانند روزهای دیگر، در ایستگاه اتوبوس منتظر بازگشت صاحبش بود و چون نیامد تنها به خانه برگشت. از آنروز به مدت ۱۴ سال (بیش از ۵۰۰۰ بار) فیدو هر روز به ایستگاه اتوبوس می‌رفت منتظر می‌ماند و خرناس می‌کشید و منتظر بازگشت صاحبش که کشته شده بود، شد. تا اینکه خودش هم مرد.